# 善養寺 (江戸川区)
善養寺（ぜんようじ）は、東京都江戸川区東小岩にある寺院。真言宗豊山派に属し、大永7年（1527年）の創建と伝わる。末寺130余りを擁する中本寺格の寺院であり、「小岩不動尊」の別名でも知られている。
境内に生育する国の天然記念物「影向のマツ」は、香川県の「岡野マツ」との日本一争いで名高い。このマツの他に、「天明3年浅間山噴火横死者供養碑」などの文化財を所有している。境内では5月下旬にバラ・サツキ展、10月末から11月初めに菊花展が開催され、多くの人を集めている。「影向のマツ」のエピソードや「式守伊三郎報恩碑」など、大相撲と縁の深い寺でもある。

## 歴史
善養寺は江戸川近くに位置し、星住山地蔵院（せいじゅうざんじぞういん）と号する。寺の伝えるところによると、山城国醍醐山の頼澄法印という僧が、夢告に従って大永7年（1527年）にこの地に至り、不動明王を祀ったのが始まりという。室町時代後期の連歌師柴家軒宗長が永正6年（1509年）に著した紀行文『東路のつと』にこの寺に関する記述があるため、実際の開山はこれより遡るものと推定される。
江戸時代の文化・文政期に編纂された地誌『新編武蔵風土記稿』では、善養寺について「新義真言宗、山城国醍醐報恩院末、星住山と号す」と記述している。「星住山」という山号のいわれは、境内にかつて生育していた「星降りマツ」（ほしくだりマツ）に由来する。その昔、星の精霊がこのマツの梢に降り立ち、やがて赤青黄の石に姿を変じた。その石は「星精舎利」（せいせいしゃり）と呼ばれて寺の宝とされたが、いつのころからか赤と黄の石は紛失して青い石のみが残った。この出来事から山号を取って「星住山」としたという。なお、星降りマツは昭和15年（1940年）に枯死し、その後2代目が植えられた。
慶安元年（1648年）9月に、徳川将軍家から寺領10石の朱印状を拝領し、賢融法印（慶安4年寂）が中興した。このころの善養寺は、下小岩村の密蔵院や東養寺、船堀村の光明寺、東宇喜田村の真蔵院など130余りの末寺を擁し、真言宗豊山派の中本寺格として知られた。
天明3年（1783年）に起こった浅間山の天明大噴火では、犠牲になった人馬のおびただしい遺体が利根川から江戸川へと流れ下って善養寺近くの中州などに漂着し、舟の通行にも支障をきたすほどであった。当時の様子が喜田有順『親子草』に記されている。下小岩村の人々は、その遺体を善養寺の無縁墓地に葬った。十三回忌にあたる寛政7年（1795年）に境内に横死者の供養碑を建立し、永く菩提を弔った。この供養碑は、昭和48年（1973年）に東京都指定有形文化財となっている。
善養寺の名が広く報道されたのは、昭和54年（1979年）頃から昭和55年（1980年）にかけて起こった「日本一のマツ争い」だった。境内に生育する「影向のマツ」と香川県大川郡志度町（2002年4月1日に他の4町と合併してさぬき市となる）の真覚寺境内に生育していた「岡野マツ」は、双方とも「わがマツこそ日本一の名木」と譲らず、1年余りにわたって論争が続いていた。その争いを見かねた大相撲立行司の木村庄之助が仲裁に入り、「どちらも日本一につき、双方引き分け」と裁いた。地元小岩の出身で、当時日本相撲協会の理事長を務めていた春日野親方も「双方を東西の横綱に推挙する」と庄之助の裁きを後押しし、二人の計らいによって「日本一のマツ争い」は無事に解決を見た。影向のマツは、2011年9月21日に国の天然記念物に指定されている。
境内では、毎年3月末に植木市（3日間）、5月下旬にバラ・サツキ展、10月末から11月に菊花展が開催される。3月末の植木市は別名を「雨の植木市」という。江戸時代、星降りのマツに住み着いていた白蛇（水の女神弁才天の化身といわれる）を植木職人がなぶり殺しにしてしまった。そのとたんに、大雨が降りだした。それ以来、植木市の時期には必ず雨が降るようになったと伝えられる。実際に2013年の時点で過去10年の東京の天気を調べたところ、植木市の時期に雨が降らなかったのは2004年だけであった。ただし、この植木市はホームセンターやスーパーマーケットなどでの植木や鉢花の販売が普及するにつれて参加する業者が少なくなっていき、2009年頃を最後に市は開かれなくなっている。菊花展は正式名称を「影向菊花大会」といい、愛好家を多く集めている。

## 境内と文化財

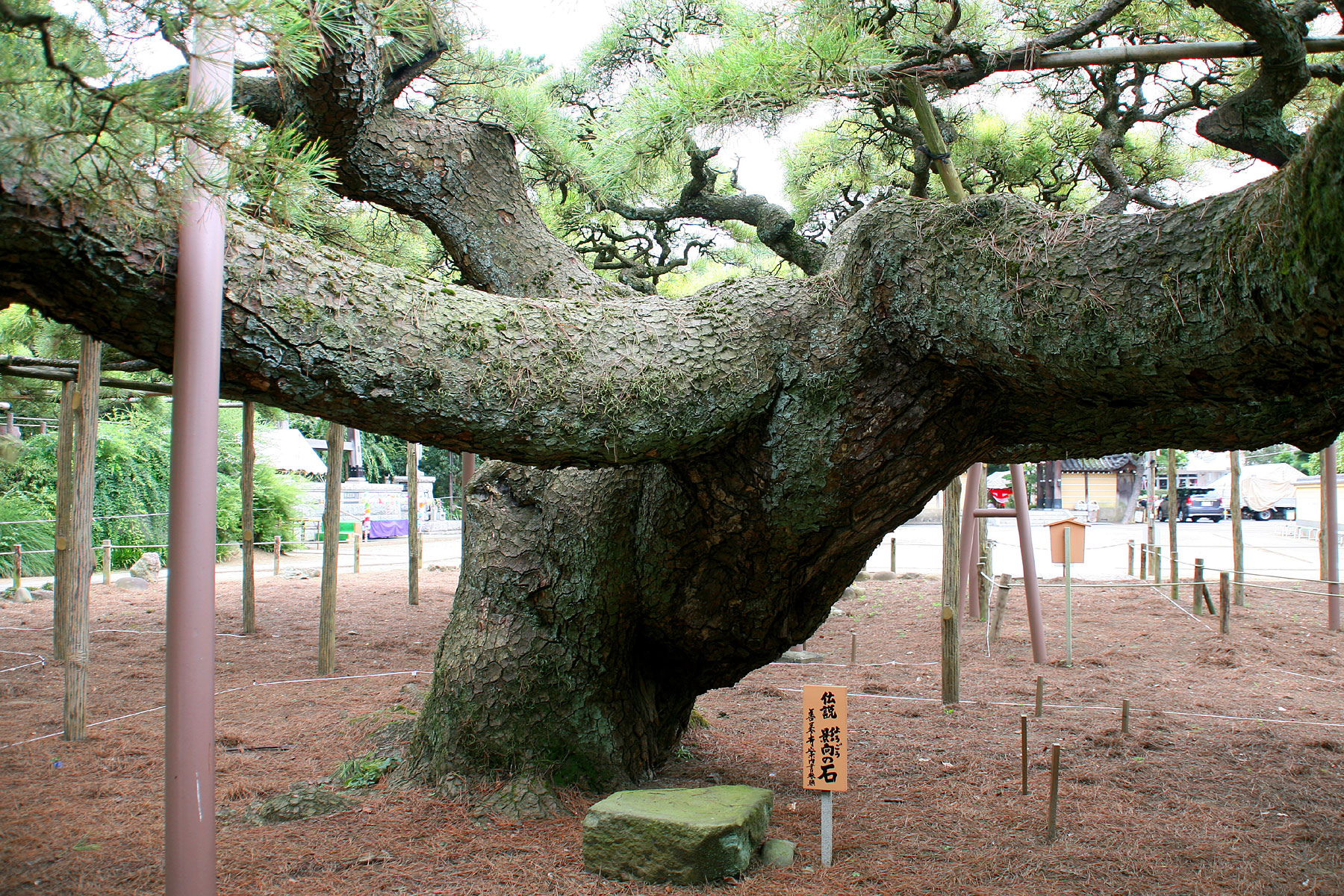
善養寺境内に生育する影向のマツ（2010年12月）

江戸川の堤防沿いに12000平方メートルという広大な敷地を持つ。境内で目を引くのは、本堂前で四方八方に枝を伸ばし、繁茂面積が800平方メートルに及ぶ「影向のマツ」である。岡野マツとの「日本一のマツ争い」が解決した後、春日野親方は「日本名松番付横綱推挙状」のプレートを贈呈した。マツの根元には、このプレートと「影向の石」という石が置かれている。その昔、善養寺に忍び込んで不動明王像を盗もうとした男がいた。その男が像を抱えて逃げようとしたとき、石に足が張りついたために動けなくなってしまった。翌朝になって男は捕まり、像も無事だった。男を捕えた石がこの影向の石であるといい、今でも石の上に人の足型のような窪みが見受けられる。
本堂は弘化2年（1845年）再建で、間口26メートル、奥行き22メートル、木造銅葺の建物である。入り口左側の「びんずる尊者」像は、江戸時代から「善養寺のなでぼとけ」として親しまれた。仁王門は、木造平屋建瓦葺で朱塗とし、天保年間（1741年-1744年）の建築である。昭和57年（1982年）に解体復元修理を行った。左右にある仁王像は制作年代と作者は不明だが、明治年間と昭和の仁王門解体修理時に修理されている。不動堂には、高さ1.2メートルの不動明王像が祀られている。この像は三国伝来毘首葛摩作といわれ、「小岩不動尊」として霊験あらたかとされる。
西の山門（不動門）前には高さ1.15メートル、幅33センチメートル、厚さ21センチメートルの「天明3年浅間山噴火横死者供養碑」が建っている。この供養碑は、浅間山噴火災害の凄まじさと往時の下小岩村の人々の温かい心情を伝えるものとして、昭和48年（1973年）に東京都指定有形文化財となった。供養碑には、今でも香華を手向ける人が絶えないという。
不動門右わきには、「和傘の碑」がある。かつて小岩は和傘の名産地であった。この碑は昭和5年（1930年）に和傘業界の発展に尽力した川野竹松の功績を称えて建立されたもので、高さ2.4メートル、幅1メートル、厚さ17センチメートルに及ぶ大きな碑である。
江戸川区文化財
- 善養寺影向のマツ - 国指定天然記念物、江戸川区登録天然記念物・植物[20]
- 天明三年浅間山噴火横死者供養碑 - 東京都指定有形文化財・金石文、江戸川区登録有形文化財・歴史資料[21]
- 小岩不動尊逆井道向石造道標、小岩不動尊市川向石造道標 - 江戸川区登録有形文化財・歴史資料[22]

## 善養寺と相撲
鐘楼左隣には、平成元年（1989年）5月建立の「式守伊三郎報恩碑」と、「横綱山」という小さな山がある。「報恩碑」は、善養寺の檀家だった大相撲三役格行司、6代目（事実上は３代目と思われる）木村宗四郎にまつわるもので、病のために土俵に立つことができなくなった宗四郎は昭和34年（1959年）1月限りでやむなく廃業し、昭和43年（1963年）5月12日に没した。三役昇進祝いとして贈られた軍配は、塗装されて使われることもなく白木のままで善養寺の文庫に納められた。昭和48年（1973年）頃、宗四郎の弟子の三役格行司、2代目式守伊三郎が法事のために善養寺を訪問した。住職から白木の軍配の話を聞いた伊三郎は涙を流し、その軍配を使いたいと申し出た。伊三郎は住職から託されたその軍配を、昭和48年9月場所10日目の豊山対清國及び貴ノ花対龍虎の合計2番の裁きに使っている。
「横綱山」は、昭和55年（1980年）9月7日に境内で開かれた子供相撲大会の時に使われた土俵の土で築いた小山である。この相撲大会には、春日野親方が弟子たちを連れて参加した。2012年の時点では、子供相撲大会は開催されなくなっている。なお善養寺には、大関を務めた能代潟錦作や第二次世界大戦前に活躍した幕内力士有明五郎などの墓がある。

## 交通アクセス
所在地
- 東京都江戸川区東小岩2丁目24番2号

交通
- 東日本旅客鉄道（JR東日本）総武線・小岩駅から葛西・瑞江方面行バス乗車、「江戸川病院前」（小岩から4つ目）下車、徒歩200メートル。